# Myara
Myara is een geslacht van rechtvleugeligen uit de familie krekels (Gryllidae). De wetenschappelijke naam van dit geslacht is voor het eerst geldig gepubliceerd in 1983 door Otte & Alexander.

## Soorten
Het geslacht Myara omvat de volgende soorten:
- Myara aperta Otte & Alexander, 1983
- Myara erola Otte & Alexander, 1983
- Myara mabanuria Otte & Alexander, 1983
- Myara merimbula Otte & Alexander, 1983
- Myara muttaburra Otte & Alexander, 1983
- Myara pakaria Otte & Alexander, 1983
- Myara sordida Walker, 1869
- Myara unicolor Chopard, 1951
- Myara warratinna Otte & Alexander, 1983
- Myara wintrena Otte & Alexander, 1983
- Myara yabmanna Otte & Alexander, 1983
- Myara yurgama Otte & Alexander, 1983